# Соколов Олександр Сергійович (політик)
Олександр Сергійович Соколов (5 квітня 1947, село Кулаково, тепер Раменського міського округу Московської області, Російська Федерація) — радянський і російський державний діяч, секретар ЦК КП РРФСР. Член ЦК КПРС у 1990—1991 роках. Народний депутат Російської РФСР (1990—1993). Депутат Державної Думи Федеральних Зборів Російської Федерації (1995—1999).

## Життєпис
У 1970 році закінчив Московський гідромеліоративний інститут.
У 1970—1972 роках — інженер-механік радгоспу імені Тельмана Раменського району Московської області.
Член КПРС з 1972 року.
У 1972—1974 роках — інструктор, завідувач відділу Раменського міського комітету ВЛКСМ.
У 1974—1976 роках — інструктор сільськогосподарського відділу Раменського міського комітету КПРС Московської області.
З 1976 до 1980 року — заступник голови виконавчого комітету Раменської міської ради народних депутатів Московської області.
У 1980—1985 роках — директор дослідно-виробничого господарства «Підмосковне» Раменського району Московської області.
У 1985—1989 роках — 1-й секретар Раменського міського комітету КПРС Московської області. 
У 1989 році закінчив Академію суспільних наук при ЦК КПРС.
У 1989—1990 роках — секретар Московського обласного комітету КПРС. Обирався депутатом Московської обласної ради народних депутатів.
Одночасно з березня 1990 по 1993 рік — народний депутат Російської Федерації, входив до складу фракції «Комуністи Росії».
З 7 вересня 1990 по серпень 1991 року — секретар ЦК Комуністичної партії РРФСР. 
У 1993 році закінчив Дипломатичну академію Міністерства закордонних справ Російської Федерації.
У 1993—1996 роках — генеральний директор санаторно-курортного підприємства профспілок «Москурорт».
З 1993 року — член ЦК КПРФ, другий секретар Московського обласного комітету КПРФ.
У грудні 1995—1999 роках — депутат Державної Думи Федеральних Зборів РФ, голова Комітету з туризму та спорту, член фракції КПРФ.
У 1999—2002 роках — віцепрезидент ВАТ «Центральна рада із туризму і відпочинку».
У 2002—2004 роках — начальник інспекції Рахункової палати Російської Федерації із контролю розходів федерального бюджету на охорону здоров'я.
З 2004 по 2005 рік — заступник президента Федерального агентства з фізичної культури, спорту і туризму Російської Федерації. У 2006 році призначений статс-секретарем, відповідав за зв'язки з Урядом РФ та займаючись законотворчою діяльністю, майновими відносинами та будівництвом. Соколов є одним з головних розробників нової редакції Федерального Закону «Про фізичну культуру та спорт РФ».

## Нагороди і звання
- орден «Знак Пошани»
- медаль «За перетворення Нечорнозем'я РРФСР»
- знак глави Раменського муніципального району «За заслуги перед Раменським муніципальним районом Московської області» (2007)
- знак глави Раменського муніципального району «За трудові заслуги» (2009)
- Почесний громадянин Раменського муніципального району (26.05.2007)